# Bedok Reservoir (stacja metra)
Bedok Reservoir – podziemna stacja Mass Rapid Transit (MRT) w Singapurze, która jest częścią Downtown Line. Została otwarta 21 października 2017. Stacja znajduje się w Bedok, na Bedok Reservoir Road.